# Casa de Álvarez de Bohorques
Los Álvarez de Bohorques son un linaje nobiliario español, que en el siglo XVIII entroncaron con la rama descendiente del Rey Pedro I de Castilla, adoptando los señores y después duques de Gor las armas de su hijo el Infante Juan de Castilla, siendo por tanto descendientes directos de él. Algunos de sus miembros (que desde el siglo XIX llevan el apellido Álvarez de las Asturias-Bohorques), ostentaron los títulos de  ducado de Gor, el marquesado de los Trujillos, el marquesado de Ruchena, el condado de Santa Isabel y el vizcondado de Caparacena.
El primitivo solar de este apellido estuvo en Asturias, por lo que el patrimonio Álvarez, derivado del nombre de Alvar o Álvaro, tomó esta nueva denominación.
Al avanzar la Reconquista, se va extendiendo el apellido por otras regiones, tomando nuevas formas al enlazar con nuevas familias.

## Títulos concedidos a la familia Álvarez de Bohorques
- Vizcondado de Caparacena, creado a favor a favor de Antonio Álvarez de Bohorques y Girón en 1627, por el rey Felipe IV;
- Marquesado de los Trujillos, creado a favor de Antonio Álvarez de Bohorques y Girón, I vizconde de Caparacena, en 1629 por el rey Felipe IV;
- Marquesado de Ruchena, creado a favor de Antonio Álvarez de Bohorques y Ferretere, el 14 de mayo de 1737 por el rey Felipe V;
- Ducado de Gor, creado a favor de Nicolás Mauricio Álvarez de las Asturias Bohorques, XII señor de Gor, VI marqués de los Trujillos, el 10 de julio de 1803 por el rey Carlos IV;
- Condado de Santa Isabel, creado a favor de María del Carmen Álvarez de las Asturias Bohorques y Guiráldez, el 12 de octubre de 1855 por la reina Isabel II.

## Títulos de nobleza incorporados a los Álvarez de Bohorques
| - Marquesado de Almenara - Marquesado de Aulencia - Marquesado de Bélgida - Marquesado de Mondéjar - Marquesado de Villamayor de las Ibernias - Marquesado de Villanueva de las Torres | - Condado de Canillas de los Torneros de Enríquez - Condado de Lérida - Condado de Sallent - Condado de San Remy - Condado de Tendilla | - Condado de Torrepalma - Condado de Villardompardo - Vizcondado de Valoria - Señorío de Gor - Señorío de Boloduy - Señorío de Herrera de Valdecañas |

## Miembros notables
- Nicolás Mauricio Álvarez de las Asturias Bohorques y Vélez Ladrón de Guevara
- Mauricio Álvarez de las Asturias Bohorques y Ponce de León
- José Álvarez de las Asturias-Bohórques Goyeneche
- José Álvarez de las Asturias-Bohórques Pérez de Guzmán